# Bóng đá tại Đại hội Thể thao châu Á 2018 - Nữ
Môn bóng đá nữ tại Đại hội Thể thao châu Á 2018 được tổ chức từ ngày 16 tháng 8 đến ngày 31 tháng 8 năm 2018 ở Palembang, Indonesia. Giải đấu này có 11 đội tuyển tham dự. Bắc Triều Tiên là đương kim vô địch nhưng đã thất bại trước Nhật Bản ở tứ kết. Nhà vô địch ASIAD 2018 môn bóng đá nữ là Nhật Bản sau khi đánh bại Trung Quốc ở trận chung kết. Đội chủ nhà là Indonesia bị loại ở vòng bảng.

## Lịch thi đấu
| G | Vòng bảng | ¼ | Tứ kết | ½ | Bán kết | B | Trận tranh huy chương đồng | F | Trận tranh huy chương vàng |

| T5 16 | T6 17 | T7 18 | CN 19 | T2 20 | T3 21 | T4 22 | T5 23 | T6 24 | T7 25 | CN 26 | T2 27 | T3 28 | T4 29 | T5 30 | T5 30 |
| ----- | ----- | ----- | ----- | ----- | ----- | ----- | ----- | ----- | ----- | ----- | ----- | ----- | ----- | ----- | ----- |
| G     | G     |       | G     | G     |       | G     | G     |       | ¼     |       |       | ½     |       | B     | F     |

## Địa điểm
Giải đấu sẽ được tổ chức tại 2 địa điểm ở thành phố Palembang, sân vận động Gelora Sriwijaya và sân vận động Bumi Sriwijaya.
| Palembang        | Palembang       |
| ---------------- | --------------- |
| Gelora Sriwijaya | Bumi Sriwijaya  |
| Sức chứa: 23.000 | Sức chứa: 7.000 |
|                  |                 |
| Palembang        |                 |

## Đội hình
Bóng đá nữ là bộ môn dành cho các đội tuyển nữ quốc gia, mỗi đội tuyển phải nộp một danh sách gồm 20 cầu thủ trong đó có 2 hoặc 3 thủ môn.

## Bốc thăm
Lễ bốc thăm cho giải đấu đã được tổ chức vào ngày 5 tháng 7 năm 2018. Các đội tuyển đã được hạt giống chia thành 4 nhóm dựa trên các thành tích của họ trong Đại hội Thể thao châu Á trước năm 2014. Chủ nhà Indonesia đã được tự động gán vào vị trí A1.
| Nhóm 1                                                                      | Nhóm 2                                | Nhóm 3                                        | Nhóm 4                    |
| --------------------------------------------------------------------------- | ------------------------------------- | --------------------------------------------- | ------------------------- |
| 1. Indonesia (chủ nhà) 2. CHDCND Triều Tiên (đương kim vô địch) 3. Nhật Bản | 1. Hàn Quốc 2. Việt Nam 3. Trung Quốc | 1. Thái Lan 2. Đài Bắc Trung Hoa 3. Hồng Kông | 1. Maldives 2. Tajikistan |

## Vòng bảng
Hai đội tuyển đứng đầu bảng và hai đội xếp thứ ba có thành tích tốt nhất trong ba bảng đấu A, B, C giành quyền vào vòng tứ kết.
Tất cả thời gian là giờ địa phương, WIB (UTC+7).

### Bảng A
| VT | Đội               | ST | T | H | B | BT | BB | HS  | Đ | Giành quyền tham dự                     |
| -- | ----------------- | -- | - | - | - | -- | -- | --- | - | --------------------------------------- |
| 1  | Hàn Quốc          | 3  | 3 | 0 | 0 | 22 | 1  | +21 | 9 | Giành quyền vào vòng đấu loại trực tiếp |
| 2  | Đài Bắc Trung Hoa | 3  | 2 | 0 | 1 | 12 | 2  | +10 | 6 | Giành quyền vào vòng đấu loại trực tiếp |
| 3  | Indonesia (H)     | 3  | 1 | 0 | 2 | 6  | 16 | −10 | 3 |                                         |
| 4  | Maldives          | 3  | 0 | 0 | 3 | 0  | 21 | −21 | 0 |                                         |

| Hàn Quốc                           | 2–1      | Đài Bắc Trung Hoa |
| ---------------------------------- | -------- | ----------------- |
| - Jeon Ga-eul 8' - Jang Sel-gi 53' | Chi tiết | - Dư Tú Tinh 74'  |

| Indonesia                                                         | 6–0      | Maldives |
| ----------------------------------------------------------------- | -------- | -------- |
| - Musdalifah 10', 72' - Zp 15' (ph.đ.), 55' - Sada 30' - Sari 61' | Chi tiết |          |

| Maldives | 0–8      | Hàn Quốc |
| -------- | -------- | --- |
|          | Chi tiết | - Ji So-yun 25' (ph.đ.) - Shamila 35' (l.n.) - Son Hwa-yeon 35', 60', 87' - Moon Mi-ra 45', 54' (ph.đ.) - Lee Eun-mi 88' |

| Đài Bắc Trung Hoa                                                       | 4–0      | Indonesia |
| ----------------------------------------------------------------------- | -------- | --------- |
| Yu Hsiu-chin 5' · Chan Pi-han 16' · Lin Ya-han 32' · Pao Hsinh-suan 38' | Chi tiết |           |

| Indonesia | 0–12     | Hàn Quốc |
| --------- | -------- | --- |
|           | Chi tiết | - Lee Hyun-young 4' (ph.đ.), 38', 47', 71', 90' - Moon Mi-ra 11', 37' - Lim Seon-joo 14' - Son Hwa-yeon 48' - Jang Sel-gi 67' - Ji So-yun 88', 90+2' |

| Đài Bắc Trung Hoa                                                                                               | 7–0      | Maldives |
| --- | -------- | -------- |
| - Yu Hsiu-chin 6' (ph.đ.) - Pan Shin-yu 12', 31' - Zhuo Li-ping 17', 74' - Michelle Pao 55' - Lee Hsiu-chin 63' | Chi tiết |          |

### Bảng B
| VT | Đội               | ST | T | H | B | BT | BB | HS  | Đ | Giành quyền tham dự                     |
| -- | ----------------- | -- | - | - | - | -- | -- | --- | - | --------------------------------------- |
| 1  | Trung Quốc        | 3  | 3 | 0 | 0 | 25 | 0  | +25 | 9 | Giành quyền vào vòng đấu loại trực tiếp |
| 2  | CHDCND Triều Tiên | 3  | 2 | 0 | 1 | 24 | 2  | +22 | 6 | Giành quyền vào vòng đấu loại trực tiếp |
| 3  | Hồng Kông         | 3  | 1 | 0 | 2 | 6  | 16 | −10 | 3 | Giành quyền vào vòng đấu loại trực tiếp |
| 4  | Tajikistan        | 3  | 0 | 0 | 3 | 1  | 38 | −37 | 0 |                                         |

| CHDCND Triều Tiên | 16–0     | Tajikistan |
| --- | -------- | ---------- |
| - Sung Hyang-sim 2', 6', 24', 42' - Kim Yun-mi 10', 19', 50' - Rim Se-ok 31', 55', 66' - Yu Jong-im 43' - Kim Phyong-hwa 46' - Kim Nam-hui 62' - Kim Un-hwa 77', 82' - Ri Hae-yon 79' | Chi tiết |            |

| Trung Quốc | 7–0      | Hồng Kông |
| --- | -------- | --------- |
| - Wang Shuang 7' (ph.đ.) - Wang Shanshan 20' - Li Ying 28' - Li Jiayue 42' - Chan Wing Sze 48' (l.n.) - Gu Yasha 51', 72' | Chi tiết |           |

| Tajikistan | 0–16     | Trung Quốc |
| ---------- | -------- | --- |
|            | Chi tiết | - Triệu Dung 3', 19', 47', 59', 90' - Lý Đình Đình 4' - Vương Sương 51' - Vương San San 64', 73', 81', 83', 87', 88', 90+1', 90+2', 90+3' |

| Hồng Kông | 0–8      | CHDCND Triều Tiên |
| --------- | -------- | --- |
|           | Chi tiết | - Ri Un-yong 19' - Yu Jong-im 22', 45+2' - Kim Yun-mi 36' - Pak Hye-gyong 55' - Kim Un-hwa 59' - Ri Hae-yon 78' - Phương Nhã Kỳ 82' (l.n.) |

| CHDCND Triều Tiên | 0–2      | Trung Quốc                           |
| ----------------- | -------- | ------------------------------------ |
|                   | Chi tiết | - Vương Sương 8' - Vương San San 50' |

| Hồng Kông                                                                                              | 6–1      | Tajikistan      |
| --- | -------- | --------------- |
| - Trần Anh Triết 2' - Viên Hội Địch 10' - Hà Mai Mỹ 25', 32' - Triển Kính Mẫn 39' - Điền Kính Hằng 68' | Chi tiết | - Sotnikova 36' |

### Bảng C
| VT | Đội      | ST | T | H | B | BT | BB | HS | Đ | Giành quyền tham dự                     |
| -- | -------- | -- | - | - | - | -- | -- | -- | - | --------------------------------------- |
| 1  | Nhật Bản | 2  | 2 | 0 | 0 | 9  | 0  | +9 | 6 | Giành quyền vào vòng đấu loại trực tiếp |
| 2  | Việt Nam | 2  | 1 | 0 | 1 | 3  | 9  | −6 | 3 | Giành quyền vào vòng đấu loại trực tiếp |
| 3  | Thái Lan | 2  | 0 | 0 | 2 | 2  | 5  | −3 | 0 | Giành quyền vào vòng đấu loại trực tiếp |

| Thái Lan | 0–2      | Nhật Bản                    |
| -------- | -------- | --------------------------- |
|          | Chi tiết | - Iwabuchi 33' - Momiki 85' |

| Việt Nam                                                             | 3–2      | Thái Lan                              |
| -------------------------------------------------------------------- | -------- | ------------------------------------- |
| Nguyễn Thị Tuyết Dung 22' · Nguyễn Thị Vạn 33' · Nguyễn Thị Liễu 40' | Chi tiết | Nildhamrong 30' (ph.đ.) · Sornsai 79' |

| Nhật Bản                                                                      | 7–0      | Việt Nam |
| ----------------------------------------------------------------------------- | -------- | -------- |
| - Sugasawa 5', 77' - Momoki 17' - Nakajima 38' - Tanaka 52', 88' - Masuya 64' | Chi tiết |          |

### Thứ hạng các đội xếp thứ ba
| VT | Bg | Đội       | ST | T | H | B | BT | BB | HS  | Đ | Giành quyền tham dự                     |
| -- | -- | --------- | -- | - | - | - | -- | -- | --- | - | --------------------------------------- |
| 1  | C  | Thái Lan  | 2  | 0 | 0 | 2 | 2  | 5  | −3  | 0 | Giành quyền vào vòng đấu loại trực tiếp |
| 2  | B  | Hồng Kông | 2  | 0 | 0 | 2 | 0  | 15 | −15 | 0 | Giành quyền vào vòng đấu loại trực tiếp |
| 3  | A  | Indonesia | 2  | 0 | 0 | 2 | 0  | 16 | −16 | 0 |                                         |

## Vòng đấu loại trực tiếp

### Sơ đồ
|  | Tứ kết                | Tứ kết     |                   |       | Bán kết                | Bán kết                |  |  | Chung kết | Chung kết |
|  |                       |            |                   |       |                        |                        |  |  |           |           |
|  | 24 tháng 8            |            |                   |       |                        |                        |  |  |           |           |
|  |                       |            |                   |       |                        |                        |  |  |           |           |
|  | Hàn Quốc              | 5          |                   |       |                        |                        |  |  |           |           |
|  | Hàn Quốc              | 5          | 28 tháng 8        |       |                        |                        |  |  |           |           |
|  | Hồng Kông             | 0          |                   |       |                        |                        |  |  |           |           |
|  | Hồng Kông             | 0          | Hàn Quốc          | 1     |                        |                        |  |  |           |           |
|  | 25 tháng 8            |            | Hàn Quốc          | 1     |                        |                        |  |  |           |           |
|  |                       | Nhật Bản   | 2                 |       |                        |                        |  |  |           |           |
|  | Nhật Bản              | Nhật Bản   | 2                 | 2     |                        |                        |  |  |           |           |
|  | Nhật Bản              |            | 31 tháng 8        | 2     |                        |                        |  |  |           |           |
|  | CHDCND Triều Tiên     | 1          |                   |       |                        |                        |  |  |           |           |
|  | CHDCND Triều Tiên     | 1          | Nhật Bản          | 1     |                        |                        |  |  |           |           |
|  | 24 tháng 8            |            | Nhật Bản          | 1     |                        |                        |  |  |           |           |
|  |                       | Trung Quốc | 0                 |       |                        |                        |  |  |           |           |
|  | Đài Bắc Trung Hoa (p) | Trung Quốc | 0                 | 0 (4) |                        |                        |  |  |           |           |
|  | Đài Bắc Trung Hoa (p) | 28 tháng 8 |                   | 0 (4) |                        |                        |  |  |           |           |
|  | Việt Nam              | 0 (3)      |                   |       |                        |                        |  |  |           |           |
|  | Việt Nam              | 0 (3)      | Đài Bắc Trung Hoa | 0     |                        |                        |  |  |           |           |
|  | 25 tháng 8            |            | Đài Bắc Trung Hoa | 0     |                        |                        |  |  |           |           |
|  |                       | Trung Quốc | 1                 |       | Play-off tranh hạng ba | Play-off tranh hạng ba |  |  |           |           |
|  | Trung Quốc            | Trung Quốc | 1                 | 5     | Play-off tranh hạng ba | Play-off tranh hạng ba |  |  |           |           |
|  | Trung Quốc            |            | 31 tháng 8        | 5     |                        |                        |  |  |           |           |
|  | Thái Lan              | 0          |                   |       |                        |                        |  |  |           |           |
|  | Thái Lan              | 0          | Hàn Quốc          | 4     |                        |                        |  |  |           |           |
|  |                       |            |                   |       |                        |                        |  |  |           |           |
|  | Đài Bắc Trung Hoa     | 0          |                   |       |                        |                        |  |  |           |           |
|  | Đài Bắc Trung Hoa     | 0          |                   |       |                        |                        |  |  |           |           |

### Tứ kết
| Hàn Quốc                                                                   | 5–0      | Hồng Kông |
| -------------------------------------------------------------------------- | -------- | --------- |
| - Jeon Ga-eul 20', 32' - Lee Geum-min 34' - Moon Mi-ra 79' - Lee Min-a 82' | Chi tiết |           |

| Đài Bắc Trung Hoa                                          | 0–0 (s.h.p.) | Việt Nam                                                                                         |
| ---------------------------------------------------------- | ------------ | ------------------------------------------------------------------------------------------------ |
|                                                            | Chi tiết     |                                                                                                  |
| Loạt sút luân lưu                                          |              |                                                                                                  |
| - Yu Hsiu-chin - Lin Ya-han - Liu Chien-yun - Michelle Pao | 4–3          | - Nguyễn Thị Tuyết Dung - Chương Thị Kiều - Phạm Hoàng Quỳnh - Nguyễn Thị Mỹ Anh - Thái Thị Thảo |

| Nhật Bản                      | 2–1      | CHDCND Triều Tiên         |
| ----------------------------- | -------- | ------------------------- |
| - Iwabuchi 40' - Hasegawa 62' | Chi tiết | - Kim Nam-hui 71' (ph.đ.) |

| Trung Quốc                                                       | 5–0      | Thái Lan |
| ---------------------------------------------------------------- | -------- | -------- |
| - Vương Sương 32', 84', 90+2' - Tiêu Dụ Nghi 65' - Cổ Nhã Sa 85' | Chi tiết |          |

### Bán kết
| Hàn Quốc        | 1–2      | Nhật Bản                                |
| --------------- | -------- | --------------------------------------- |
| - Lee Min-a 68' | Chi tiết | - Sugasawa 5' - Lee Seon-joo 86' (l.n.) |

| Đài Bắc Trung Hoa | 0–1      | Trung Quốc          |
| ----------------- | -------- | ------------------- |
|                   | Chi tiết | - Vương San San 51' |

### Tranh huy chương đồng
| Hàn Quốc                                                            | 4–0      | Đài Bắc Trung Hoa |
| ------------------------------------------------------------------- | -------- | ----------------- |
| - Ji So-yun 18' - Lee Geum-min 31' - Lee Min-a 77' - Moon Mi-ra 90' | Chi tiết |                   |

### Tranh huy chương vàng
| Nhật Bản       | 1–0      | Trung Quốc |
| -------------- | -------- | ---------- |
| - Sugasawa 90' | Chi tiết |            |

## Thống kê

### Cầu thủ ghi bàn
Đã có 132 bàn thắng ghi được trong 23 trận đấu, trung bình 5.74 bàn thắng mỗi trận đấu.
12 bàn thắng
- Vương San San (CHN)

6 bàn thắng
- Vương Sương (CHN)
- Moon Mi-ra (KOR)

5 bàn thắng
- Triệu Dung (CHN)
- Lee Hyun-young (KOR)

4 bàn thắng
- Sugasawa Yuika (JPN)
- Sung Hyang-sim (PRK)
- Kim Yun-mi (PRK)
- Ji So-yun (KOR)
- Son Hwa-yeon (KOR)

3 bàn thắng
- Cổ Nhã Sa (CHN)
- Dư Tú Tinh (TPE)
- Yu Jong-im (PRK)
- Rim Se-ok (PRK)
- Kim Un-hwa (PRK)
- Jeon Ga-eul (KOR)
- Lee Min-a (KOR)

2 bàn thắng
- Zhuo Li-ping (TPE)
- Michelle Pao (TPE)
- Pan Shin-yu (TPE)
- Ho Mui Mei (HKG)
- Zahra Musdalifah (INA)
- Mayang Zp (INA)
- Iwabuchi Mana (JPN)
- Momiki Yuka (JPN)
- Tanaka Mina (JPN)
- Kim Nam-hui (PRK)
- Ri Hae-yon (PRK)
- Jang Sel-gi (KOR)
- Lee Geum-min (KOR)

1 bàn thắng
- Lý Giai Duyệt (CHN)
- Lý Đình Đình (CHN)
- Lý Anh (CHN)
- Tiêu Dụ Nghi (CHN)
- Lý Tú Tân (TPE)
- Trần Bi Hân (TPE)
- Lâm Nhã Hân (TPE)
- Điền Kính Hằng (HKG)
- Viên Hội Địch (HKG)
- Triển Kính Mẫn (HKG)
- Trần Anh Triết (HKG)
- Yudith Herlina Sada (INA)
- Jesella Arifya Sari (INA)
- Hasegawa Yui (JPN)
- Masuya Rika (JPN)
- Nakajima Emi (JPN)
- Pak Hye-gyong (PRK)
- Kim Phyong-hwa (PRK)
- Ri Un-yong (PRK)
- Lee Eun-mi (KOR)
- Lim Seon-joo (KOR)
- Natalia Sotnikova (TJK)
- Suchawadee Nildhamrong (THA)
- Pitsamai Sornsai (THA)
- Nguyễn Thị Tuyết Dung (VIE)
- Nguyễn Thị Liễu (VIE)
- Nguyễn Thị Vạn (VIE)

1 bàn phản lưới nhà
- Chan Wing Sze (HKG) (trong trận gặp Trung Quốc)
- Fung Nga Kei Kay (HKG) (trong trận gặp Bắc Triều Tiên)
- Lee Seon-joo (KOR) (trong trận gặp Nhật Bản)
- Aminath Shamila (MDV) (trong trận gặp Hàn Quốc)

### Bảng xếp hạng các đội tuyển tham dự giải đấu
Theo mỗi thống kê quy ước trong bóng đá, các trận đấu được quyết định trong hiệp phụ được tính là trận thắng hoặc trận thua, trong khi các trận đấu được quyết định bởi loạt sút luân lưu được tính là một trận hòa.
| Hạng                      | Đội tuyển         | St | T | H | B | BT | BB | HS  | Đ  |
| ------------------------- | ----------------- | -- | - | - | - | -- | -- | --- | -- |
| 1                         | Nhật Bản          | 5  | 5 | 0 | 0 | 14 | 2  | +12 | 15 |
| 2                         | Trung Quốc        | 6  | 5 | 0 | 1 | 31 | 1  | +30 | 15 |
| 3                         | Hàn Quốc          | 6  | 5 | 0 | 1 | 32 | 3  | +29 | 15 |
| 4                         | Đài Bắc Trung Hoa | 6  | 2 | 1 | 3 | 12 | 7  | +5  | 7  |
| Bị loại ở vòng tứ kết     |                   |    |   |   |   |    |    |     |    |
| 5                         | Việt Nam          | 3  | 1 | 1 | 1 | 3  | 9  | −6  | 4  |
| 6                         | CHDCND Triều Tiên | 4  | 2 | 0 | 2 | 25 | 4  | +21 | 6  |
| 7                         | Thái Lan          | 3  | 0 | 0 | 3 | 2  | 10 | −8  | 0  |
| 8                         | Hồng Kông         | 4  | 1 | 0 | 3 | 6  | 21 | −15 | 3  |
| Vị trí thứ ba ở vòng bảng |                   |    |   |   |   |    |    |     |    |
| 9                         | Indonesia         | 3  | 1 | 0 | 2 | 6  | 16 | −10 | 3  |
| Vị trí thứ tư ở vòng bảng |                   |    |   |   |   |    |    |     |    |
| 10                        | Maldives          | 3  | 0 | 0 | 3 | 0  | 21 | −21 | 0  |
| 11                        | Tajikistan        | 3  | 0 | 0 | 3 | 1  | 38 | −37 | 0  |